# По собственному желанию (фильм)
«По собственному желанию» — советский цветной широкоэкранный художественный фильм, снятый в 1973 году на киностудии «Мосфильм».

## Сюжет
Фильм начинается в кузнечном цехе завода Азовсталь, где Константин Поташов (Евгений Киндинов) работает кузнецом. Константин рассказывает, что его сталелитейный завод расположен в большом городе с населением пятьсот тридцать тысяч человек, в котором есть восемь заводов, семь ресторанов, двадцать кинотеатров, одно море и ни одного оперного театра. Костя уже выполнил свой дневной производственный план и теперь, от скуки, на фоне раскалённых докрасна металлических заготовок, он раскалывает орешки точными движениями парового молота и спокойно жуёт свои орехи в ходе словесной перебранки с дядей Мишей (Борис Чирков), начальником цеха, который упрекает Костю за бездельничание. В этот момент вахтёр цеха тётя Надя (Зоя Фёдорова) приводит в цех Петю (Александр Кавалеров) и назначает его кузнецом-стажёром к наставнику Константину Поташову. Константин приглашает Петю на обед в заводской столовой в компании с опытными кузнецами Степаном Гусевым и Василием Жуковым. За обедом Петя рассказывает о своей мечте о будущем, когда все процессы будут управляться простым нажатием кнопок. Но эта наивность Пети вызывает лишь смех опытных рабочих. Позже Петя пробует раскалывать орехи паровым молотом, как делает его наставник, но новичку не хватает опыта и орех оказывается раздавлен. Суровый дядя Миша строго отчитывает новичка. На заводе начинается концерт артистов эстрады и рабочие собираются возле сцены. Константин Поташов внимательно наблюдает за мастерами балета и узнаёт в танцовщице Полину (Ирина Печерникова), бывшую одноклассницу, в которую он был влюблён и она отвечала взаимностью. В школе они твёрдо решили посвятить себя искусству: Полина мечтала о балетной сцене, Костя представлял себя поэтом, мечтал о литературном институте. Прошли годы и они встретились вновь: она — артистка эстрады, он — кузнец. Костя ценит свою профессию и по-прежнему любит Полину. Его чуткость и вера в её талант убеждают девушку в правильности выбранного пути.

## В ролях
- Евгений Киндинов — Костя Поташов
- Ирина Печерникова — Полина Рязанова (озвучивает Антонина Кончакова)
- Борис Чирков — дядя Миша
- Александр Кавалеров — Пётр Васильевич Горбунов
- Анатолий Веденкин — Степан Гусев
- Александр Вдовин — Вася Жуков
- Николай Мерзликин — директор
- Людмила Зайцева — жена доцента
- Сергей Филиппов — швейцар в гостинице
- Зоя Фёдорова — тётя Надя, вахтёр
- Юрий Медведев — капитан милиции
- Олег Милявский — эпизод
- Николай Азарин — эпизод
- Элла Некрасова — эпизод
- Зоя Исаева — эпизод
- Микаэла Дроздовская — эпизод
- Геннадий Бокарев — эпизод
- Николай Сектименко — Борис Сорокин
- Ксения Рябинкина — эпизод
- Людмила Гайдарова — эпизод
- Альвиан Гайдаров — эпизод
- Айгюль Гайсина — эпизод
- Виталий Марков — вокал

## Кинопроизводство
Фильм широкоэкранный (1 : 2,35), цветной, снят на киноплёнке Шосткинского комбината. 
Хронометраж фильма - 73 минуты.
Звук - стерео.

## Критика
Кинокритик Юрий Калещук в своей рецензии на страницах газеты «Советская культура», написал:

Некоторое место в фильме занимает мучительная дилемма: «Что лучше? — быть хорошим кузнецом или плохим поэтом?». Естественно, хороший кузнец лучше плохого. Беглые рассуждения о заводских делах можно не принимать в расчёт: они носят поспешный, необязательный характер. Это фон, на котором с доступным кинематографу размахом живописуется мелодраматическая история любви Кости и балерины Полины: воскресная сказка о Золушке, рассказанная в понедельник.